# Maxim Roy

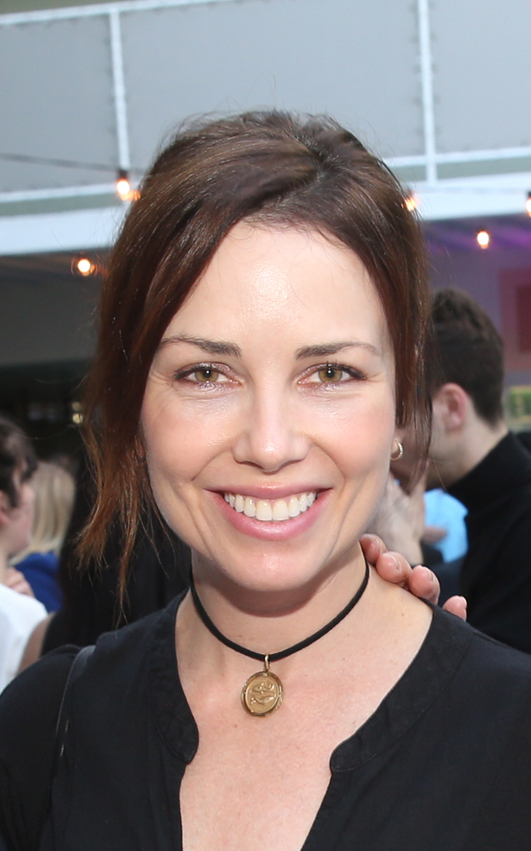
Maxim Roy

Maxim Roy (* 7. März 1972 in Rigaud, Québec) ist eine kanadische Schauspielerin und Filmproduzentin.

## Leben und Karriere
Maxim Roy verbrachte ihre Kindheit mit ihren drei Brüdern auf einer Farm außerhalb Montreals.
Anfang der 1990er Jahre startete Roy ihre Schauspielkarriere, zunächst mit Gastauftritten in Fernsehserien und -filmen, ehe sie 1993 die Hauptrolle in der 13-teiligen kanadischen Serie Au nom du père et du fils erhielt. Weitere Film- und Fernsehangebote folgten, jedoch in zumeist kleineren Rollen. Mitte der 1990er Jahre verkörperte sie die „Motorradbraut“ Marie-Claude Roy in Virginie, einer beliebten kanadischen Serie, die ihr einige Reputation einbrachte.

## Filmografie (Auswahl)
- 1992: Coyote
- 1993: Au nom du père et du fils (Fernsehserie, 3 Episoden)
- 1993: Liebe und andere Grausamkeiten (Love and Human Remains)
- 1994: Le sorcier
- 1996: Virginie (Fernsehserie)
- 1997: Les Boys
- 1998: Der Preis der Begierde (Fatal Affair)
- 1999: Babel
- 1999: Misguided Angels (Fernsehserie, 7 Episoden)
- 2000: Artificial Lies – Im Netz der Lügen (Artificial Lies)
- 2000: Mistakes – Tödliche Fehler (Cause of Death)
- 2001: Concept of Fear (Hidden Agenda)
- 2001: Dead Awake – Der Tod schläft nie (Dead Awake)
- 2002: Federal Protection – Im Visier der Mafia (Federal Protection)
- 2004–2006: ReGenesis (Fernsehserie, 25 Episoden)
- 2006: Histoire de famille
- 2008: Infiziert (Infected)
- 2008: War Games 2: The Dead Code (Wargames: The Dead Code)
- 2008: Adam’s Wall
- 2009: Romaine par moins 30
- 2009: Defying Gravity – Liebe im Weltall (Defying Gravity, Fernsehserie, 11 Episoden)
- 2011: Switch – Ein mörderischer Tausch (Switch)
- 2011–2013, 2023: Heartland – Paradies für Pferde (Heartland, Fernsehserie, 10 Episoden)
- 2013: CAT. 8 – Wenn die Erde verglüht… (CAT. 8, Fernsehfilm)
- 2014–2017: 19-2 (Fernsehserie, 24 Episoden)
- 2016–2019: Shadowhunters (Fernsehserie, 15 Episoden)
- 2017: Bad Blood (Fernsehserie, 6 Episoden)
- 2018: Der unverhoffte Charme des Geldes (La chute de l’empire américain)
- 2019: Blood & Treasure – Kleopatras Fluch (Blood & Treasure, Fernsehserie, 2 Episoden)
- 2020: October Faction (Fernsehserie, 9 Episoden)
- 2020: Mirage – Gefährliche Lügen (Mirage, Fernsehserie, 6 Episoden)
- 2020: Wichita (Kurzfilm)
- 2022: Moonfall
- 2022: Marlene
- 2022: Resident Alien (Fernsehserie, 2 Episoden)
- 2022–2024: Paris Paris (Fernsehserie, 26 Episoden)
- seit 2024: Indéfendable (Fernsehserie)
- 2025: Shoresy (Fernsehserie)